# 朱志榮 (正德進士)
朱志榮（1474年—？年），字仁叔，湖广荆州府夷陵州軍籍，直隶泰兴县人。明朝政治人物。

## 生平
治《詩經》，由國子生中式甲子科（1504年）湖廣鄉試第十六名舉人，年三十五歲中式正德三年（1508年）戊辰科會試第二百四十名，第三甲第一百二十八名進士。四年五月授廣西道御史，巡按廣西，因贪污又与妇女通奸，被锦衣卫逮治，正德十年（1515年）夏四月官员考察，以贪赃黜为民，又充軍貴州。

## 家族
曾祖朱文義。祖父朱恭。父朱琳。母于氏。慈侍下，行三，兄志聪、志明、弟志華、志秀、志學。